# Arne Tiselius
Arne Wilhelm Kaurin Tiselius (ur. 10 sierpnia 1902 w Sztokholmie, zm. 29 października 1971 w Uppsali) – szwedzki biochemik, laureat Nagrody Nobla w dziedzinie chemii, członek zagraniczny PAN (1959).

## Życiorys
Wcześnie stracił ojca, po jego śmierci rodzina przeniosła się do Göteborga. Tam, w 1921 roku ukończył Gimnazjum Realne, a następnie podjął studia chemiczne na Uniwersytecie w Uppsali. Po ich ukończeniu, w 1925 roku, został asystentem w zespole Theodora Svedberga. Pracował tam nad zastosowaniem metod elektroforetycznych do rozdziału białek w zawiesinach na podstawie ich ładunku elektrycznego. W 1930 roku uzyskał stopień doktora.
W latach 1934–1935, dzięki stypendium Fundacji Rockefellera, prowadził badania w pracowni H.S. Taylora na Uniwersytecie Princeton.  Po powrocie do Uppsali, w 1937 roku, został profesorem biochemii. Kontynuował badania nad zastosowaniem metod elektroforetycznych do rozdzielanie chemicznie podobnych białek wchodzących w skład surowicy. W 1940 roku rozpoczął badania nad rozdzielaniem białek oraz innych substancji za pomocą chromatografii adsorpcyjnej.
W 1948 roku otrzymał Nagrodę Nobla w dziedzinie chemii za swoje badania nad analizą elektroforetyczną i adsorpcyjną, szczególnie za odkrycia dotyczące złożonej natury białek surowicy.
W latach 1951–1955 był przewodniczącym Międzynarodowej Unii Chemii Czystej i Stosowanej. Był również wiceprezesem  (1947–60) oraz prezesem (1960–64) Fundacji Nobla.